# マグニフィコ王
マグニフィコ王（マグニフィコおう、King Magnifico）は、ウォルト・ディズニー・アニメーション・スタジオが制作したアニメーション映画『ウィッシュ』（2023年）の架空のキャラクターであり、物語の敵役である。このキャラクターは、ジェニファー・リーとクリス・バックによって考案され、リーがアリソン・ムーアと共に脚本を執筆した。マグニフィコの声は、アメリカの俳優クリス・パインが担当している。彼は、臣民の願いを魔法で支配する魔術師で、ロサスという架空の王国の一見魅力的で慈悲深い王として登場するが、アーシャ（アリアナ・デボーズ）が彼の動機に疑問を抱いたことで、虚栄心に満ち、支配的で暴君的な一面が明らかになる。
リーは、この映画をスタジオの100周年記念作品として構想し、クラシックなディズニーヴィランズに敬意を表することを目的とした。このアイデアは、リーとバックが『アナと雪の女王2』の制作中に交わした会話から生まれた。マグニフィコは、力への欲望が彼を狂気に追い込むキャラクターとして描かれており、単なる悪役ではなく、複雑な内面を持つキャラクターとしてデザインされた。彼の性格の暗転や悪役への転落は、劇中歌「無礼者たちへ（This Is the Thanks I Get?!）」で表現されている。
このキャラクターに対する批評は賛否両論だった。一部の批評家は、マグニフィコをクラシックなディズニーヴィランズの復活と評価し、特にパインの歌唱力を称賛した。一方で、マグニフィコには明確な特徴が少ないとの批判や、キャラクターの発展や背景が十分に描かれていないという否定的な意見も見られた。

## 開発

### 概念と制作
2018年、ウォルト・ディズニー・アニメーション・スタジオのチーフ・クリエイティブ・オフィサーであり脚本家でもあるジェニファー・リーは、同スタジオの100周年を記念する映画を制作するアイデアを、クリス・バックと共に『アナと雪の女王2』（2019年）の制作中に思いついた。バックもこのアイデアに興味を持ち、ディズニーの全作品からスチール写真を集めた。多くのディズニーキャラクターが星に願いをかける場面があることに気づき、これを映画のテーマとして使うことに決めた。リーはアリソン・ムーアと協力して脚本を執筆し、スタジオの歴史を祝うと同時に、「未来への一歩」としてオリジナルの童話を創作したいと考えた。
プロデューサーのピーター・デル・ヴェッチョとフアン・パブロ・レイエス・ランカスター・ジョーンズは、クラシックなディズニーの要素や、伝統的な悪役の創造について話し合った。彼らは、映画が初期段階からミュージカルになることを認識しており、童話を制作するにあたって、アニメーターたちは『白雪姫』（1937年）などの初期のアニメ映画に触発され、絵本風のビジュアルスタイルを参考にした。
初期の脚本では、マグニフィコ王とその妻アマヤ王妃が共に主要な敵役を務める設定だった。アマヤは典型的なディズニーヴィランズの伝統に沿い、邪悪なペット、シャロという名の猫を飼っているという設定だった。キャラクターデザインのアートディレクター、ビル・シュワブは、このマグニフィコとアマヤを、HBOのテレビシリーズ『ザ・ソプラノズ 哀愁のマフィア』（1999-2007年）のトニーとカーメラ・ソプラノのような「強力な犯罪一家のカップル」として描いていたと説明している。

### キャラクター設定
ジェニファー・リーによると、マグニフィコ王の最初のアイデアは、クラシックなディズニーヴィランズへのオマージュとして始まったが、その定義をどうするかについて脚本家たちは悩んだという。スタジオは過去10年間、異なるタイプの敵役を探求してきたため、クラシックな悪役を開発する機会がほとんどなかったと彼女は述べている。リーは、マグニフィコをユニークなキャラクターとして描くのが特に難しかったとし、単に悪役であるだけでなく、観客が理解できるようなキャラクターにする必要があったと語っている。脚本家たちは、映画の冒頭から観客がマグニフィコの旅を追い、共感できるようにし、最初から完全な悪役として描かないように意識した。さらに、彼を共感できるキャラクターにしすぎて、主人公と区別がつかなくなる危険もあり、そのバランスを取ることが難しかったという。彼の哲学が理解できることで、たとえそれが共感できないものであっても、キャラクターがより面白くなると感じていた。共同監督のフォーン・ヴィーラサンソーンは、映画全体を通して観客がマグニフィコを愛すべきか憎むべきかで葛藤するように描こうとしたと述べている。バックは、マグニフィコが称賛されながらも悪であることを伝えたかったため、彼に複雑な背景を与えることでキャラクターに深みを加えた。
リーは、『ウィッシュ』が「権力の腐敗の影響」というテーマを中心に展開していると語っている。マグニフィコ王は、幼少期に自身の願いが破壊されたというトラウマを経験した後、理想的なものを築こうとする慈悲深い支配者として始まる。彼が悪へと転落するのは、彼自身の選択の結果であり、アーシャに挑戦されたときに彼の性格の欠点が表れ始める。彼女は、「人間の本質は、最も輝かしい瞬間ではなく、最も困難な瞬間と、その時に下す選択によって明らかになる」と述べている。リーによれば、マグニフィコは子供の頃の痛みを避けるために、すべてを支配しようとしたが、映画を何度も観ることで彼の動機や選択についてより深く理解できるようになると期待している。また、彼が挑戦されるたびに、異なる道を選ぶことができたはずであり、それが彼を「面白い悪役」にしていると語っている。リーは、主人公と悪役が物語の冒頭で完全に一致していることが重要であり、そこからどのように意見の違いが生まれ、それが異なる選択につながるかを探ることが重要だと考えた。ヴィーラサンソーンは、アーシャとマグニフィコが共に願いが特別なものであると理解しているが、その守り方に対して全く異なるアプローチを取っていると説明した。アーシャとは異なり、マグニフィコは願いの美しさが、願いが叶う瞬間だけでなく、それが願い手を目標に向かわせる過程にあることを理解していない。この違いが最終的に、マグニフィコとアーシャの決定的な分岐点となる。
マグニフィコが歌う2曲の楽曲は、彼の異なる側面を表現するために作られた。「無礼者たちへ（This Is the Thanks I Get?!）」は、彼を強力な悪役として描くための曲であり、一方で「輝く願い（At All Costs）」は、彼とアーシャがどのようにして同じ立場に立っていたかを示すために書かれたデュエットである。作詞家のジュリア・マイケルズは、この映画にはラブソングが登場しないため、結婚式で演奏できるような美しい曲を作りたいと考えたと語っている。この曲では、ヒロインと悪役が感情的に一致している様子を表現し、両者が願いの美しさを認識しているが、非常に異なるアプローチを取っていることを示した。そして、「一方は非常に自己犠牲的な視点から、もう一方は利己的な視点から」と語っている。「無礼者たちへ（This Is the Thanks I Get?!）」に関して、マイケルズは、過去のディズニーヴィランズの楽曲とは異なる曲調にしたいと考え、マグニフィコが「隣人のパパ」のような魅力的でカリスマ性を持ちつつも、徐々にナルシシズムに陥るキャラクターであると感じた。彼女は、曲の冒頭を楽しく明るい調子にすることで、最初から悪役として描くことを避け、曲が進むにつれて次第に暗くし、最終的に彼が「完全に自己中心的で、不吉な悪役の力を発揮する」までを表現した。

### デザイン
『The Art of Wish』によると、マグニフィコ王は、ディズニーヴィランズの中で、黒や暗い色ではなく、オフホワイトの服をデザインされた唯一のキャラクターであり、これは『アナと雪の女王』（2013年）のハンス王子以来の例である。ビル・シュワブは、マグニフィコのデザインについて、威圧的な存在感と優雅な姿を伝えるためのものだと述べている。彼の特徴は、ハンサムさと完璧な髪型を強調するために三角形の形をベースに作られた。アニメーターたちは、俳優、アスリート、著名な人物からインスピレーションを得てマグニフィコの外見をデザインし、デザインプロセスでは何度も変更が加えられた。彼の外見に関する様々な試行錯誤には、髭を生やすか、髪を茶色にするか白にするか、ローブをどのように装飾するかといった決定が含まれていた。最終的なデザインは、彼の王国の厳格な建築様式を反映しており、中世の建築、特に大聖堂などの彫刻や建物に見られる垂直で細長い形からインスピレーションを得た。彼の衣装は、中世や19世紀のイラストに触発されており、ローブには星が飾られ、ジャケットには火、水、土、風、そして星座のシンボルが描かれている。
マグニフィコの城のデザインは、主人公ではなく悪役の住居であるため、特に難しかった。クリス・バックは、この城が王国の家々の上にそびえ立ち、全ての視線を支配者に向けさせることで、マグニフィコの都市に対する支配力と彼のナルシシズムを示していると感じていた。環境のアートディレクターであるデヴィッド・ウォマーズリーは、城の建築を通じてマグニフィコの力を表現することを好んでおり、石造りの壁や塔が中世の城と同様に権威と保護を主張していると述べた。これにより、チームはスペインのセビリアにあるトーレ・デル・オロを参考にしながら、三角形や角ばった形状を多用した「マグニフィコスタイル」を開発した。この城は、マグニフィコが生まれる前に建てられたが、彼がロサスを支配する際に自らの権威を押し付けたという背景を持つ。また、禁断の魔法の書は、彼が書斎を改装していた際に古代の秘密の部屋を発見したという設定に基づいており、映画の後期段階で登場した。この本のデザインは、『白雪姫』に登場する女王が所有していた呪文の書へのオマージュであり、表紙に描かれた宝石を囲むドラゴンのモチーフは、『眠れる森の美女』（1959年）のマレフィセントへのオマージュである。

### 声の担当

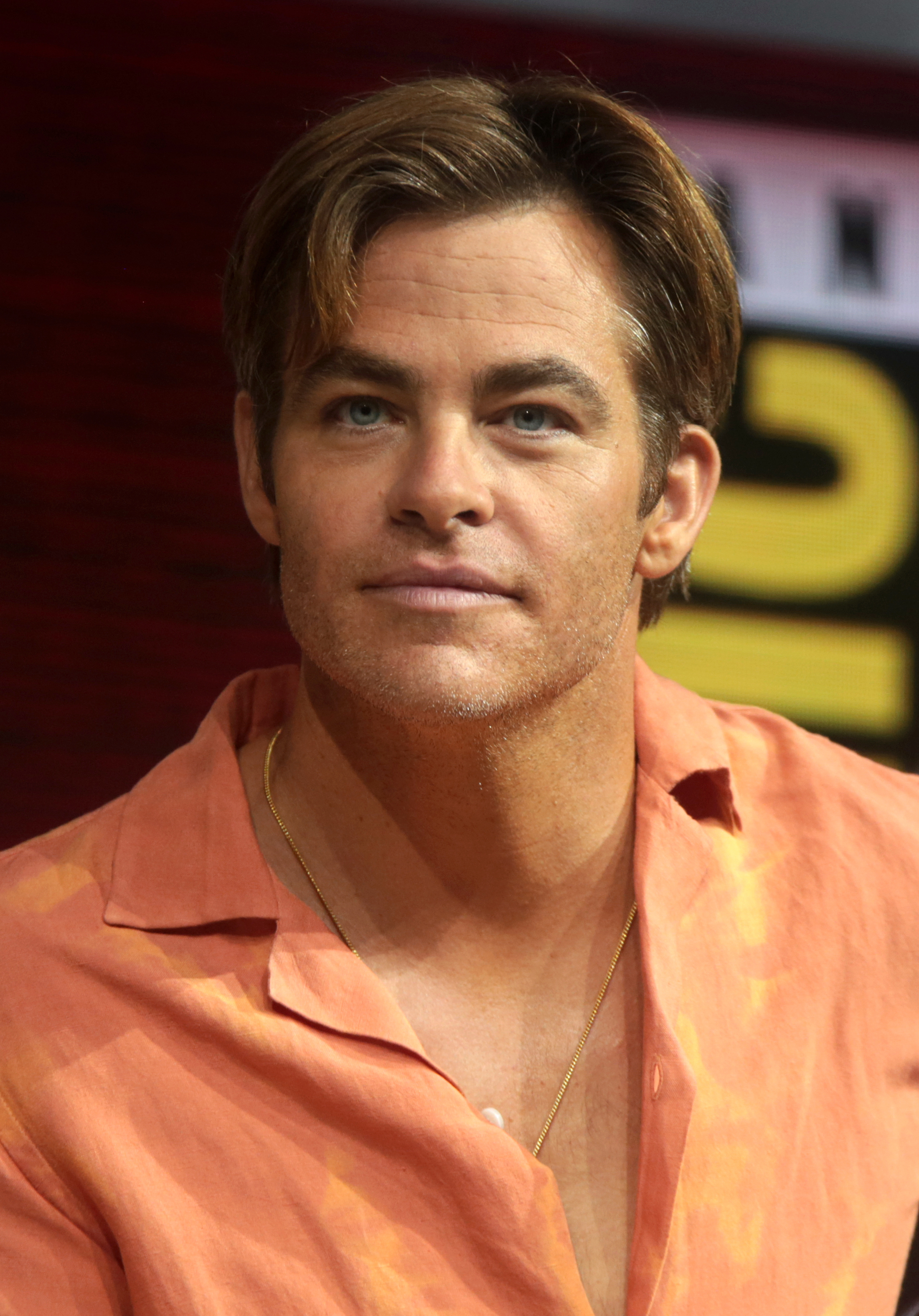
映画『ウィッシュ』では、マグニフィコ王の声をクリス・パインが担当している。

クリス・パインがマグニフィコ王の声優を務めることは、2023年4月26日のシネマコンで発表された。プロデューサーのランカスター・ジョーンズは、マグニフィコのキャスティングが難しく、キャラクターのイメージに合う声を見つけることが重要だったと語っている。チームが初めてパインの声をキャラクターに合わせた際、彼が理想的な声だとすぐに確信したという。ランカスター・ジョーンズは、パインについて「非常に魅力的な人物」であり、「キャラクターに恐怖を与えることができる」と評価し、彼の歌声も称賛している。リーも、パインはキャラクターの魅力や知性、カリスマ性を表現するのに最適な選択だと述べている。
パインは、過去に『プリティ・プリンセス2/ロイヤル・ウェディング』（2004年）や『イントゥ・ザ・ウッズ』（2014年）など、ウォルト・ディズニー・ピクチャーズが制作した映画に出演しており、既にその歌唱力を披露していた。『ウィッシュ』でも2曲を歌う機会があり、そのうちの1曲はアリアナ・デボーズとのデュエットである。ただし、「輝く願い（At All Costs）」のデュエットでは、デボーズとパインは別々に録音を行った。パインは、歌唱が役柄に含まれていたことで緊張したと認めており、歌が得意ではないことを背景に「イントゥ・ザ・ウッズ」での経験やスティーヴン・ソンドハイムとの仕事を振り返りながらも、この挑戦を楽しんだと述べている。特にデボーズとの対比で歌うことに緊張していたが、デボーズは彼の歌声を称賛している。パインは、曲の録音が「非常に難しかった」と語る一方で、その挑戦によって競争心が湧き、挑戦を楽しんだという。
パインは、マグニフィコが演じていて楽しいキャラクターだったと述べている。彼は物語の最初では人々に愛される魅力的な王として登場するが、次第に狂気に陥り、映画の最後では取り乱すことになる。録音の過程で、悪役としての側面を表現するためにさまざまなアプローチを試し、体を使ってその特徴を引き出す必要があったと語っている。また、過去のディズニーヴィランズからインスピレーションを得るのではなく、マグニフィコの多層的なキャラクター設定を気に入り、「空虚な魅力を信用してはいけない」というメッセージを伝えたかったと述べている。マグニフィコのキャラクターについて、パインは映画全体を通して彼が権力を求め続けていると感じ、彼を「絶対的なナルシシスト」と評した。さらに、マグニフィコは自分がヒーローだと思い込み、アマヤが「ハンサムでクールだ」と彼を称賛することが気に入っているとも述べている。彼は、スカーやマレフィセントのような伝統的な悪役を再現するのではなく、自分なりの方法で悪役を演じたと語っている。

## 登場シーン

### ウィッシュ
魔術師であるマグニフィコ王は、妻アマヤ王妃と共に、地中海に位置するロサス王国を統治している。彼らは何年も前にこの王国を築いた。ロサスの住民は18歳になると、自分の最も大切な願いをマグニフィコに託し、それを記憶から失う。月に一度、マグニフィコは住民の一人に願いを叶える儀式を執り行っている。17歳の少女アーシャは、マグニフィコの弟子になることを夢見ており、100歳の祖父サビーノの願いを叶えてもらえるよう影響を与えようと面接に臨む。面接の際、彼女は祖父の願いを叶えてほしいと頼むが、マグニフィコは「その願いは漠然としていて危険だ」として拒否する。マグニフィコが多くの願いを決して叶えるつもりがないことに気づいたアーシャは、彼の動機に疑問を抱く。怒ったマグニフィコは、願いの儀式の場でアーシャを舞台に座らせ、彼女に祖父の願いが叶うと信じさせて騙す。しかし、別の住民の願いを叶えた後、彼女の弟子入りを拒否し、祖父や母親の願いを決して叶えないと宣言する。
夜空を見上げ、アーシャはより良い未来を願って星に祈り、その結果、星が空から降りてくる。星の魔法によって、アーシャのペットのヤギであるヴァレンティノを含む森の動物たちに声が与えられ、アーシャはこの魔法の存在を「スター」と名付ける。スターの存在を感じ取ったマグニフィコは脅威を感じ、力を強化するために禁断の暗黒魔法を使う誘惑に駆られる。マグニフィコが気を取られている間に、アーシャは彼の書斎に忍び込み、祖父の願いを取り戻すが、マグニフィコは彼女の家に現れ、母親の願いを破壊し、その結果さらに強力になる。アーシャと家族はボートで近くの島に逃げるが、マグニフィコは公然とアーシャを裏切り者と宣言し、禁断の魔法の書を使って3つの他の願いを吸収した杖を作り出し、さらなる力を得る。しかし、これによりアマヤは夫の本性に気づく。アーシャは友人たちの助けを借り、マグニフィコの注意を引きつけている間に、友人たちが彼の塔に侵入し、願いを解放しようとする。彼らは塔の屋根を開くが、マグニフィコは全ての願いとスターを魔法で封じ込め、最終的にスターを自身の杖に閉じ込めてさらに強力になる。彼は魔法でロサスの住民全員を拘束するが、アーシャは住民たちに立ち上がるよう呼びかける。住民たちの共同の願いの力により、マグニフィコの魔法は打ち破られ、彼は杖の中の鏡に封じ込められる。アマヤがロサスの支配者となり、マグニフィコは地下牢に収監される。

## 評価
マグニフィコ王は批評家から賛否両論の評価を受けた。SlashFilmのウィトニー・セイボルドは、マグニフィコを「数年ぶりに登場したディズニーの真の悪役」と評し、スタジオが外面的に邪悪な悪役から、より同情的または状況的な悪役に移行していたため、より力強さに欠けると感じていた。彼女は、マグニフィコには取り柄がなく、利己的で貪欲、そして虚栄心が強く、「ある種の社会病質者」だと述べた。セイボルドは、彼が当初は良い意図を持っていたが、最終的に権力に腐敗したため、腐敗したリーダーの象徴としても描かれていると考えた。USAトゥデイのブライアン・トゥルイットは、マグニフィコを『白雪姫』の魔法の鏡と比較し、彼の虚栄心と自分の姿を鏡で眺める癖が、この映画へのオマージュであると感じた。GamesRadar+のケイト・ステーブルスは、マグニフィコを「正真正銘の悪役」として評価し、彼が「力に狂ったナルシシズムの嵐の中で、フルオグリーンの禁断の魔法を振り回す様子」をマレフィセントと比較した。ロサンゼルス・タイムズのケイティ・ウォルシュは、彼を『アラジン』（1992年）のジャファーと比較し、「魅力的で自己陶酔的な悪役の究極の例」と称した。A.V.クラブのレイ・グリーンは、マグニフィコの夢を他者から吸収するという戦略が、ウォルト・ディズニー・カンパニーの成長戦略に似ていると指摘した。TheWrapのクリステン・ロペスは、マグニフィコを「素晴らしい」悪役と表現し、彼の悪役ソングを楽しみ、パインの情熱的な歌唱を称賛した。デン・オブ・ギークのデヴィッド・クロウは、マグニフィコをキャラクターアークが与えられた初のディズニーヴィランズと評し、パインの「常に魅力的な抑揚」を称賛した。
NBCニュースのカルハン・ローゼンブラットは、マグニフィコが非常に虚栄心が強く、「不気味な緑色」で力を誇示するという点で、クラシックなディズニーヴィランズのようだとコメントしたが、彼の楽曲「無礼者たちへ（This Is the Thanks I Get?!）」が映画公開前にリリースされた際、一部のファンからキャラクターに何かが欠けているとの批判を受けたことを強調した。メアリー・スーのレイチェル・レイシュマンは、ソーシャルメディアでの批判に対し、パインの歌唱を擁護し、この曲を「比較的無害な悪役ソング」と表現した。ハリウッド・リポーターのロヴィア・ギャルキーは、パインの演技を面白いと評価したが、キャラクターの動機が明確でなく、悪役への転換が突然で説得力に欠けると感じた。Polygonのペトラナ・ラデュロヴィッチは、マグニフィコが大きな自尊心と悪役ソングを持つクラシックなディズニーヴィランズの要素を持っているとしつつも、これまでの悪役たちが既にやってきたことを繰り返しており、彼自身に独自の特徴がないと批判した。また、禁断の暗黒魔法に堕落したことだけが悪役としての理由であり、もっと細かい描写が必要だったと感じた。
『スクリーン・ラント』のアリーナ・マリクは、マグニフィコを「一面的な悪役」と評し、もっと詳細な背景があれば彼の動機がより深く描かれたはずだと述べた。『ラジオ・タイムズ』のローラ・ルトコウスキーも同様に、この映画の最大の問題は、マグニフィコが救いようのあるキャラクターかどうかが分からないことだとし、その背景が十分に掘り下げられていないと指摘した。『アイリッシュ・タイムズ』のドナルド・クラークは、マグニフィコを「共感できない技術官僚」と呼び、彼が「真のディズニーヴィランズ」とは言えないと述べた。IGNのカルロス・アギラールは、彼のキャラクターを「救いようのない悪役」として楽しんだが、「無礼者たちへ（This Is the Thanks I Get?!）」を印象に残らない、一般的な楽曲だと感じた。彼はマグニフィコがこれまでの悪役、特にハンスやドクター・ファシリエの寄せ集めのように感じたという。『オースティン・クロニクル』のジェニー・ナルフは、『ウィッシュ』には「悪役の問題」があると指摘し、マグニフィコが「つまらない悪役」であり、悪へと転落する動機がないように見えると述べた。また、「ディズニーは今、真に恐ろしく、嫌悪感を抱かせる悪役を作ることを恐れている」とコメントした。『Slant』のジャスティン・クラークは、権力を持つ男性が下層階級の人々の願いをコントロールするという映画のメッセージが、「話す動物」や「お尻のジョーク」によって台無しにされたと感じた。
パインは、マグニフィコの声優として好意的な評価を受けた。『バラエティ』のレビューでは、オーウェン・グレイバーマンがパインの歌唱を「力強い」と表現し、その演技によって観客が彼に対抗したくなると述べた。『Collider』のロス・ボネイムは、パインの声の演技を映画の強みの一つとし、彼の悪役ソングはパインの魅力的なパフォーマンスがなければ退屈だっただろうと述べた。『IndieWire』のケイト・アーブランドは、パインの歌唱力に感銘を受け、彼が歌うすべてが「記憶に残る」と評し、彼がキャラクターの狂気を表現することを楽しんでいるのが明らかだと述べた。『タイムアウト』のフィル・デ・セムレーンは、パインのマグニフィコを「楽しいキャラクター」として評価し、「サルマンよりも身だしなみに気を使っているようだ」と述べた。